# ロボットパワー
『ロボットパワー』(朝鮮語: 로봇파워、英語: Robot Power)は、韓国の教育放送局である韓国教育放送公社(EBS)で放映したロボット工学番組。2005年9月9日に放映を開始しており、初期には、「バトルロボット」を中心に放映している途中、後期には「ヒューマノイド」と「ジュニアロボット」を中心に放映した。2011年に実施されたEBS春改編により、2011年2月25日放送を最後に放映終了した。

## 外部リング
- 公式ウェブサイト （朝鮮語）